# Carver Mead
Carver Andress Mead est un chercheur en informatique américain. Il travaille actuellement au California Institute of Technology (Caltech).
Il a étudié avec Lynn Conway sur l'intégration à très grande échelle et ensemble ont publié le livre "Introduction to VLSI systems" en 1980.
Il a notamment fondé l'entreprise Synaptics en 1986.

## Prix et distinctions
- 2011, BBVA Foundation Frontiers of Knowledge Award
- 2005, Progress Medal of the Royal Photographic Society
- 2002, National Medal of Technology
- 2002, Fellow of the Computer History Museum
- 2001, Dickson Prize in Science
- 1999, Prix Lemelson
- 1997, prix Allen Newell, Association for Computing Machinery
- 1996, médaille John Von Neumann, Institute of Electrical and Electronics Engineers
- 1996, prix Phil Kaufman
- 1992, Award for Outstanding Research, International Neural Network Society
- 1985, John Price Wetherill Medal from The Franklin Institute, avec Lynn Conway
- 1985, Harry H. Goode Memorial Award, American Federation of Information Processing Societies
- 1984, Harold Pender Award, avec Lynn Conway
- 1981, Award for Achievement from Electronics Magazine, avec Lynn Conway